# 작은곰자리 델타
일둔(영어: Yildun) 또는 작은곰자리 델타(영어: Delta Ursae Minoris, δ Ursae Minoris, Delta UMi, δ UMi)는 작은곰자리의 '국자'에서 손잡이에 해당되는 별이다.